# Wutthanaphong Sukbang
Wutthanaphong Sukbang (thailändisch วุฒธณะพงษ์ สุขบาง; * 8. Januar 2004) ist ein thailändischer Fußballspieler.

## Karriere
Wutthanaphong Sukbang steht seit 2023 beim Chainat Hornbill FC unter Vertrag. Der Verein aus Chainat spielt in der zweiten Liga, der Thai League 2. Sein Zweitligadebüt gab Wutthanaphong Sukbang am 3. Dezember 2023 (14. Spieltag) im Auswärtsspiel gegen den Samut Prakan City FC. Bei dem 2:1-Auswärtserfolg wurde er in der 90.+7 Minute für Thanayut Jittabud eingewechselt.